# Zachód Paryskiego

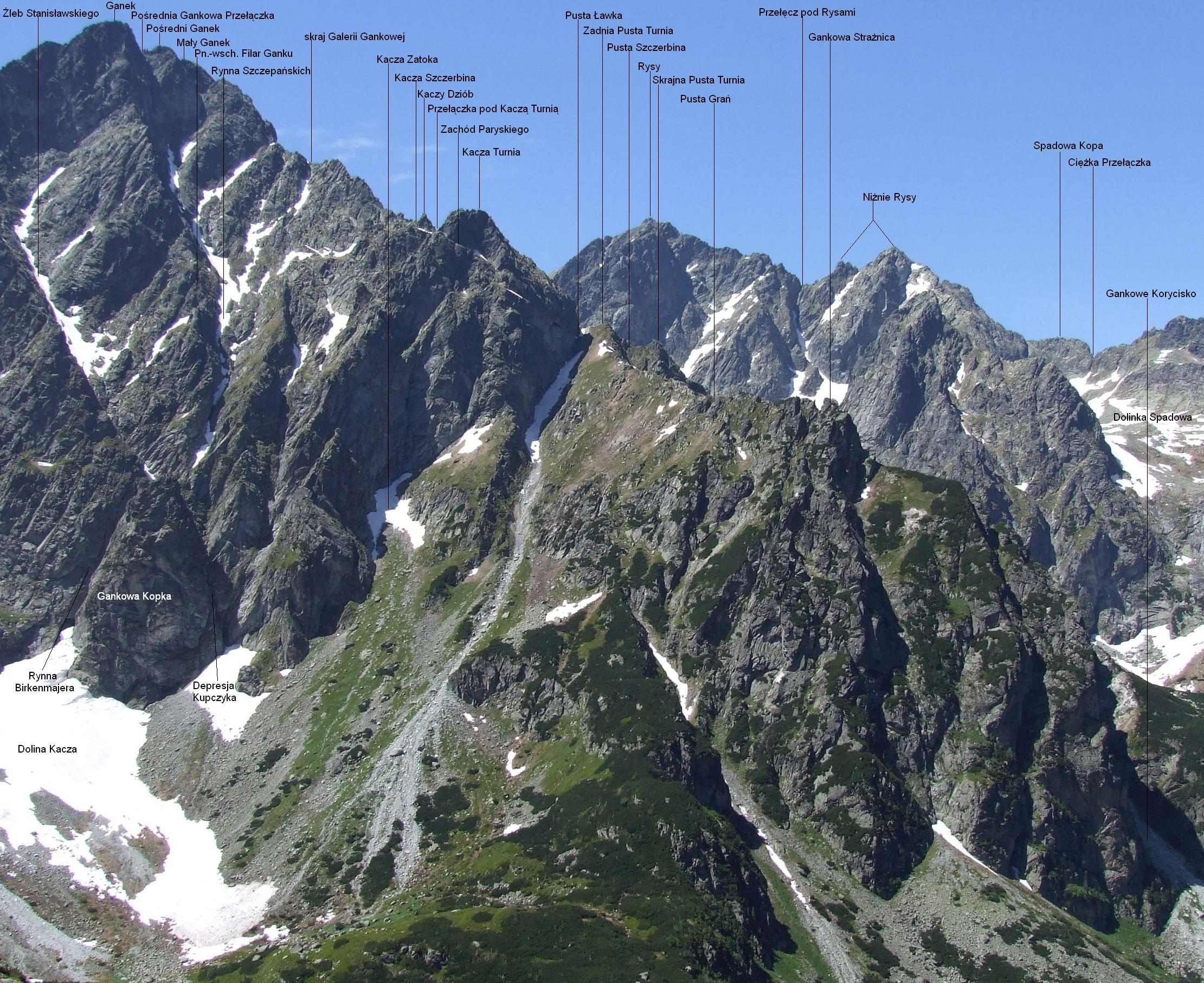
Widok z Doliny Litworowej

Zachód Paryskiego – zachód na wschodniej ścianie Kaczej Turni w Dolinie Kaczej w słowackich Tatrach Wysokich. Opada spod Przełączki pod Kaczą Turnią skośnie w prawo i kończy się na trawiastym balkoniku nad prawym filarem tej turni. Oddziela szczytowy blok Kaczej Turni od jej dolnej części. Zachód jest płytowo-trawiasty i szeroki; jego szerokość dochodzi do 10 m, długość wynosi około 100 m, a deniwelacja około 50 m (około 2115–2165 m n.p.m.).
Nazwę zachodu utworzył Władysław Cywiński. Upamiętnił nią znanego taternika i tatrologa Witold Henryka Paryskiego, który wraz z Ruth Hale i Ludwikiem Januszewiczem jako pierwsi zeszli tym zachodem w sierpniu 1937 r. Ich wyprawa w masyw Ganku miała dramatyczny przebieg, ostatecznie jednak zakończyła się szczęśliwie. Przez trzy dni, w deszczu, zimnie i bez jedzenia błąkali się po masywie Ganku zdezorientowani z powodu mgły i zmęczenia. Resztkami sił, dzięki uporowi i sile życia trafili na zachód trawersujący zachodnią ścianę Kaczej Turni i zeszli nim do Doliny Ciężkiej. Wyprawę tę opisuje Wawrzyniec Żuławski w opowiadaniu „Gdy Tatry ogarnie powódź”.
Obecnie Zachodem Paryskiego prowadzi jedna z dwóch najłatwiejszych dróg, którymi schodzą taternicy z Galerii Gankowej. Ma trudność I, w jednym miejscu II w skali tatrzańskiej, czas przejścia 1 godz. Nie dochodzi się do końca zachodu, lecz przed balkonem filara idzie skośnie w górę zacięciem, potem trawers przez eksponowaną płytę (II) na grań Kaczej Turni. Z grani przez Pustą Ławkę schodzi się do Doliny Ciężkiej (I).